# Petrolkémia
A petrolkémia a kőolajtermékek átalakítási és feldolgozási lehetőségeivel foglalkozó, a szerves kémia egyik válfaját képező tudományág. Az első ipari olajkút kifúrása után alakult ki, mely még a kezdetekben kísérleti tudomány volt. Ez abban nyilvánult meg, hogy a legalapvetőbb anyagokat állították elő, majd szép lassan, mint a szerves kémia, ezen tudomány is a hétköznapok kémiájává vált. Mindezek a tények ismeretlenek, mert a petrolkémiai termékek először csak a felhasználó vállalathoz jut el, majd a sok - sok átalakítás, továbbfeldolgozás után épülnek be a késztermékekbe, amelyek látszólag nincsenek kapcsolatban a fentiekkel.

## A petrolkémia története
A petrolkémia kialakulása a 19. század közepére, 1859-re tehető, amikor az első ipari olajkút kifúrása megtörtént. A kezdetekben, amikor még csak kísérleti tudomány volt, csak a legalapvetőbb anyagokat állították elő. 1900-ban még csak műgumit, és aztán történt meg 1907-ben a bakelit előállítása, amely már az első petrolkémiai műanyag volt. 1920-ban megjelentek az első petrolkémiai oldószerek, 1930-ban pedig a polisztirol megjelenését is a petrolkémiának köszönhetjük. Ezek után a hétköznapok fontos részévé vált.

## Előfordulása, jelentősége
A szerves kémiához hasonlóan, ez a tudomány is rendszerint a hétköznapok kémiájának fontos részévé vált, hiszen az ember szükségleteinek kielégítéséhez (higiénia, egészség, lakhatás, táplálkozás) is nagyszerűen felhasználható. A rendkívül sok felhasználási lehetőségből csak néhányat említsünk. Elterjedt a háztartásokban (a konyhai eszközökben, bútorokban és a textíliákban), a gyógyászatban (szívritmus-szabályozóként és infúziós tasakokként), a szabadidős tevékenységek terén ( a sportcipőktől a számítógépekig) és természetesen olyan érdekes területeken is mint például a régészet és a bűnüldözés. A petrolkémiai ipar jelentősége a II. világháborút követő időszakra tehető vissza, amikor megnőtt az igény a sokszor drága, kevéssé hatékony természetes anyagokról, a szintetikus, mesterséges vegyületek segítségével pótolják. Ez vezetett oda, hogy a petrolkémia a gazdasági - és társadalmi élet egyik jelentős szereplőjévé nőtt.